# Andreas Andersen
Andreas Veilstrup Andersen, född 19 september 1971 i Danmark, är koncernchef och verkställande direktör för Liseberg i Göteborg sedan 1 februari 2011 då han efterträdde Mats Wedin.
Andersen har studerat juridik och företagsekonomi. Mellan 2008 och 2010 var Andersen direktör för Europadelen av branschorganisationen International Association of Amusement Parks and Attractions. Dessförinnan, 2001 till 2008, arbetade han på nöjesparken Tivoli i Köpenhamn, bland annat tre år som vice verkställande direktör. Han är bosatt i Göteborg.